# ماريانو بويرتا
ماريانو بويرتا (بالإسبانية: Mariano Puerta)‏ ولد في 19 سبتمبر عام 1978 في قرطبة في الأرجنتين، هو لاعب كرة مضرب أرجنتيني محترف.

## الاحتراف
كانت بداية بويرتا في عام 1996 في رياضة كرة المضرب لكن الاحتراف الحقيقي بدأ في عام 1998، حيث فاز بلقبه الأول كلاعب محترف في باليرمو، إيطاليا. وفي عام 2000 وهو من أهم مواسم بويرتا على الإطلاق حيث استطاع الوصول إلى 5 نهائيات استطاع الفوز بنهائي واحد فقط كان في بوغوتا، وفي السنة نفسها اجريت له عملية جراحية في المعصم والتي أبقته بعيداً عن اللعبة لأشهر عديدة.
في عام 2004 وبالإضافة إلى عدم عودته إلى مستواه السابق عوقب بويرتا بالغرامة المالية والإيقاف لمدة 9 أشهر بتهمة تعاطي المنشطات وبذلك غاب أغلب فترات الموسم عن اللعب، وبحلول أغسطس 2004 أصبح ترتيب بويرتا 440 على العالم وأصبح سيعاني كثيرا للّعب في البطولات لبعد تصنيفه. لكنه عاد في نهاية الموسم للّعب بعض البطولات خولته للاقتراب أكثر من التصنيف الذي يجعله يتواجد في البطولات الكبرى.
وعند حلول عام 2005 قدم بويرتا عودة قوية في المنافسات حيث افتتح الموسم بالفوز بلقب بطولة الدار البيضاء ومن ثم قدم إحدى أهم العروض التاريخية في مسيرته بوصوله لنهائي بطولة فرنسا المفتوحة، لكنه لم يستطع سوى تحقيق مجموعة واحدة فقط في المباراة النهائية حيث استسلم أمام الإسباني رافاييل نادال وإنهزم بنتيجة (7-6 (6)، 1-6، 3-6، 5-7).
في أغسطس 2005 وصل ترتيب بويرتا إلى التصنيف 9 على العالم وهو أفضل تصنيف له في تاريخه، ولا بد ذكر أن بويرتا في موسم واحد قفز من المركز 431 إلى المركز 9 عالمياً وهو شيء لم يحققه الكثيرون.

## نهاية المسيرة
في ديسمبر 2005 ومرة أخرى يدان بويرتا بجريمه تعاطي المنشطات ويتم إيقافه لمدة 8 سنوات وإنهاء حياته الرياضية بشكل تام.

## العودة
مع بداية عام 2007 تم إزالة عقوبة الإيقاف على بويرتا والتي كانت مدتها 8 سنوات، وفي 6 يونيو 2007 عاد بويرتا إلى اللعب مجدداً وفاز في أولى مبارياته على الأسترالي جوزيف سيرياني في بطولة ساسوولو للتحدي بواقع 6-4 و 6-3، بعدها إنهزم بويرتا في الدور الثاني على يد الإسباني مارك لوبيز بنتيجة 6-3 و 6-0. وبقي بويرتا حتى الآن لا يلعب إلا في البطولات الصغرى، بطولات التحدي واستطاع هزيمة العديد من لاعبي الجيل الحالي أمثال فابيو فونيني، ماركوس دانييل، كريستوف روشو، وفريدريكو جيل.

## سجله في نهائياتالجراند سلام

### الفردي

#### الوصيف (1)
| السنة | البطولة              | الخصم في النهائي | نتيجة المباراة     |
| 2005  | بطولة فرنسا المفتوحة | رافاييل نادال    | 6–7, 6–3, 6–1, 7–5 |

## نهائيات الفردي (11)

### البطل (3)
| البطولة (عدد الألقاب) |
| الجراند سلام (0)      |
| كأس الأساتذة (0)      |
| دورات الأساتذة (0)    |
| بطولات التحدي (3)     |

| الرقم. | التاريخ        | البطولة               | الأرضية | الخصم في النهائي | النتيجة  |
| 1.     | أكتوبر 5, 1998 | باليرمو، إيطاليا      | ترابية  | فرانكو سكيلاري   | 6–3, 6–2 |
| 2.     | مارس 6, 2000   | بوغوتا، كولومبيا      | ترابية  | يونس العيناوي    | 6–4, 7–6 |
| 3.     | أبريل 4, 2005  | الدار البيضاء، المغرب | ترابية  | خوان موناكو      | 6–4, 6–1 |

### الوصيف (8)
- 1998: سان مارينو (إنهزم ضد  دومينيك هرباتي)
- 2000: مكسيكو سيتي (إنهزم ضد  خوان اجناثيو شيلا)
- 2000: سانتياغو (إنهزم ضد  غوستافو كويرتن)
- 2000: غشتاد، سويسرا (إنهزم ضد  اليكس كوريتخا)
- 2000: اوماج، كرواتيا (إنهزم ضد  مارسيلو ريوس)
- 2005: بوينس آيرس (إنهزم ضد  جاستون جاوديو)
- 2005: باريس (إنهزم ضد  رافاييل نادال)
- 2007: إيطاليا (إنهزم ضد  ماكسيمو غونزاليس)